# Ivo Caprino
Ivo Caprino (født 17. februar 1920 i Oslo, død 8. februar 2001 sammesteds) var en norsk filmproducent, regissør og dukkefilmsskaber, der blev uddannet i både Prag, Rom og London. Han har blandt andet instrueret dukkefilmen Karius og Baktus i 1954 og Bjergkøbing Grandprix i 1975. Han er oldebarn af Hans Gude.

## Filmografi
- Tim og Tøffe, 1949
- Musikk på loftet, 1950
- Veslefrikk med fela, 1952
- Karius og Baktus, 1954
- Klatremus i knipe, 1955
- Den standhaftige tinnsoldat, 1955
- Truls og Trine, 1956
- Et hundeliv med meg, 1958
- Ugler i mosen, 1959
- Televimsen, 1960
- Askeladden og de gode hjelperne, 1961
- Reve-enka, 1962
- Papirdragen, 1963
- Sjuende far i huset, 1966
- Gutten, som blev kappåt med trollet, 1967
- Bjergkøbing Grandprix, 1975
- Høyt skattet, 1999 (som sig selv)

Visual effects
- Vi gifter os, 1951
- Blindpassasjer, 1978
- Ta den ring, 1982